# Nyla Innuksuk
Nyla Innuksuk est une réalisatrice inuite qui est également autrice et productrice de films ainsi que créatrice de contenus pour la réalité virtuelle. 
Elle est née à Igloolik et a passé son enfance à Iqaluit. Elle est diplômée en cinéma de l'Université Ryerson (2009). 

## Réalisations filmiques
Innuksuk commence par réaliser de courts films documentaires ou de fiction portant sur la vie des Inuits et les histoires des peuples autochtones. En plus de représenter les communautés de l'Arctique, elle intègre des membres de ces communautés au cours de la production. Elle s'intéresse particulièrement aux jeunes Inuits et aux problèmes de société auxquels ils font face.
Dans la série Chroniques de notre terre natale de l'ONF, Innuksuk a réalisé deux courts-métrages : Inngiruti : la chose qui chante! (2012), qui met en vedette l’accordéoniste Simeonie Keenainak,  et Retrouver ses racines (2013).

### Kajutaijuq(L'esprit qui vient) (2015)
Co-écrit et co-produit par Innuksuk et réalisé par Scott Brachmayer, Kajutaijuq est un film d'horreur de 15' racontant l'histoire d'un chasseur inuit menacé par un esprit malveillant. L'homme réussit à survivre en mettant en pratique des talents ancestraux. Histoire d'isolement et de survie dans le dur climat de l'Arctique, ce film reprend librement un vieux mythe inuit. Kajutaijuq a été présenté au Festival international du film de Toronto (TIFF) où il a été classé parmi les dix meilleurs courts-métrages de 2014. 

### Breaths(Souffles) (2016)
Innuksuk a écrit et dirigé ce court documentaire consacré à Susan Aglukark pour la réception de son Prix du Gouverneur général du Canada.

### Slash Back(2021)
Innuksuk a co-écrit, dirigé et produit Slash Back, un film d'aventure qui met en scène un groupe de jeunes adolescentes inuites affrontant une invasion d'extra-terrestres à Pangnirtung, sur l'île de Baffin au Nunavut. L'équipe de 50 personnes dirigée par Innuksuk a reçu la collaboration de la population locale et a pu utiliser leurs bateaux pour le tournage qui a eu lieu durant l'été 2019.
Par la fiction de l'invasion étrangère, la réalisatrice a voulu explorer des questions liées à la colonisation et au statut d'autochtone.

## Réalité virtuelle
En avril 2015, Innuksuk s'associe à Pinnguaq, une entreprise de technologie qui vise à mettre en valeur et à développer les talents dans les cultures autochtones par des applications mobiles à fins éducatives. Elle s'investit particulièrement dans les projets de réalité virtuelle et de cinéma à 360 degrés. Au cours de ses voyages à l'étranger, elle a notamment couvert en 2015 la visite du pape en Équateur. Elle a aussi créé Bang Bang Baby, une bande de lancement interactive pour le Festival international du film de Toronto.
Elle filme en réalité virtuelle les performances de Tanya Tagaq et réalise avec le groupe A Tribe Called Red une expérience de réalité immersive qui donne à l'auditeur les possibilités d'un DJ. Elle quitte Pinnguaq en mars 2017.
En 2016, Innuksuk se joint à d'autres artistes autochtones, notamment Alethea Arnaquq-Baril, pour le projet Canada 150 ou 2167 mis en place par plusieurs groupes — TIFF, imagineNATIVE, Pinnguaq, Initiative for Indigenous Futures — afin d'imaginer le Canada de l'an 2167. En 2017, Innuksuk crée NKSK, une société de  production de contenus en réalité virtuelle.